# Roxas (postać fikcyjna)
Roxas (jap. ロクサス, trb. Rokusasu) – fikcyjna postać i jeden z głównych bohaterów serii gier Kingdom Hearts. Pierwszy raz pojawia się w finałowej scenie w Kingdom Hearts: Chain of Memories. Roxas jest Nobodym (dosł. Nikim) Sory (pierwszoplanowego bohatera serii), który powstał w momencie gdy Sora na krótko utracił swoje serce. Kingdom Hearts II wyjawia, że Roxas należał do Organizacji XIII, grupy Nobodies powstałych w ten sam sposób co Roxas, tylko od innych ludzi. Należąc do niej, posiadał numer XIII i zyskał przydomek "Key of Destiny" (めぐりあう鍵 Meguriau Kagi, lit. "Serendipitous Key"; pol. "Klucz Przeznaczenia", "Nieoczekiwany Klucz"). W całości jest bohaterem Kingdom Hearts 358/2 Days, która ukazuje jego wczesne życie zaraz po narodzinach. Głosu w angielskiej wersji użycza aktor Jesse McCartney, a w japońskiej Kōki Uchiyama.
Tetsuya Nomura oznajmił, że Roxas jest bardzo ważną postacią dla fabuły serii, którego historia jest opisana w częściach drugiej i 358/2 Days. Zyskał pozytywne oceny od recenzentów.

## Roxas w grach
Kingdom Hearts: Chain of Memories z 2004 roku było pierwszą grą w której pojawił się Roxas. Na końcu scenariusza Riku zostaje pokazany obrazek go przedstawiający na tle Twilight Town.
W Kingdom Hearts II z 2005 roku, Roxas staje się na początku gry grywalnym bohaterem do fabularnego momentu, w którym Sora budzi się ze swojego snu – wtedy gracz przejmuje nad nim kontrolę, a Roxas znika.
W Kingdom Hearts coded z 2008 roku, cyfrowa wersja Roxasa pełni rolę ostatecznego przeciwnika, z którym zmierzyć się musi cyfrowa wersja Sory. Prawdziwy Roxas pokazany jest krótko w jednej z końcowych scen Kingdom Hearts Re:coded z 2010 roku (unowocześnionej wersji gry na Nintendo DS).
W Kingdom Hearts: 358/2 Days z 2009 roku, Roxas jest w całości grywalnym bohaterem.
W Kingdom Hearts: Birth by Sleep z 2010 roku, Roxas pojawia się w bonusowym zakończeniu Blank Points.